# Semántica
El término semántica se refiere al estudio de diversos aspectos del significado, sentido o interpretación de signos lingüísticos como símbolos o palabras.
En principio las expresiones del lenguaje formal o  de una lengua natural admiten algún tipo de correspondencia con situaciones o conjuntos de cosas que se encuentran en el mundo físico o abstracto que puede ser descrito por dicho medio de expresión.
La semántica puede estudiarse desde diferentes puntos de vista:
- Semántica lingüística, trata de la codificación y decodificación de los contenidos semánticos en las estructuras lingüísticas. Estudia la estructura de las formas léxicas, la estructura de las expresiones y su relación con sus referentes, así como los mecanismos mentales por los cuales los individuos atribuyen significados a las expresiones lingüísticas. Asimismo, estudia el cambio de significado o cambio semántico (semántica histórica).
- Semántica lógica, desarrolla una serie de problemas lógicos de significación, estudia la relación entre el signo lingüístico y la realidad. Las condiciones necesarias para que un signo pueda aplicarse a un objeto, y las reglas que aseguran una significación exacta.
- Semántica en ciencias cognitivas, intenta explicar por qué nos comunicamos, y cuál es el mecanismo psíquico que se establece entre hablante y oyente durante este proceso.

## Semántica lingüística
La lingüística es la disciplina donde originalmente se introdujo el concepto de semántica. La semántica lingüística es el estudio del significado de las palabras de una lengua. La semántica lingüística contrasta con otros dos aspectos que intervienen en una expresión con significado: la sintaxis y la pragmática. 
La semántica es el estudio del significado atribuible a expresiones sintácticamente bien formadas. La sintaxis estudia solo las reglas y principios sobre cómo construir expresiones interpretables semánticamente a partir de expresiones más simples, pero en sí misma no permite atribuir significados. 
La semántica examina el modo en que los significados se atribuían a las palabras, sus modificaciones a través del tiempo y aún sus cambios por nuevos significados. La lexicografía es otra parte de la semántica que trata de describir el significado de las palabras de un idioma en un momento dado, y suele exhibir su resultado en la confección de diccionarios.
Por otro lado, la pragmática se refiere a cómo las circunstancias y el contexto ayudan a decidir entre alternativas de uso o interpretación; gracias a la pragmática el lenguaje puede ser usado con fines humorísticos o irónicos. Además la pragmática reduce la ambigüedad de las expresiones, seleccionando solo un conjunto adecuado de interpretaciones en un determinado contexto.

## Semántica en matemáticas y lógica
En matemática se usan lenguajes formales o expresiones formales, cuyo significado es interpretable sobre conjuntos que cumplen ciertas propiedades abstractas recogidas en las expresiones formales. La teoría de modelos incluye el concepto de interpretación de un conjunto de símbolos; en dichas interpretaciones, los signos se refieren a elementos de un cierto conjunto preconstruido o conocido. La veracidad de una expresión en una interpretación determinada depende de que el conjunto sobre el que se interpretan las expresiones satisfaga o no determinadas condiciones.

## Semántica en ciencias cognitivas
La semántica en ciencias cognitivas o semántica cognitiva tiene relación con la combinación de signos y la manera en que la mente atribuye relaciones permanentes entre estas combinaciones de signos y otros hechos no relacionados por naturaleza con estos símbolos. También es muy especial, ya que es la manera de introducir significados dados de uno mismo. Por ejemplo, la percepción que existe de "silla" en la que la misma tiene 4 patas, respaldo, una base de apoyo horizontal, etc. Sin embargo, aunque hay sillas con más y con menos patas, se trata de deslizamiento de sentidos, que se construye en la mente a partir del caso central o prototipo.
La semántica cognitiva está asociada, entre otros, a los nombres de George Lakoff (fundador de la semántica generativa), Ronald Langacker (creador de la llamada gramática cognitiva), Mark Johnson, Leonard Talmy, Charles Fillmore (uno de los fundadores de la lingüística cognitiva y fundador de la semántica de marcos) y -según otras directrices- Ray Jackendoff. La vitalidad e interés de esta corriente queda plasmada en la aparición en 1990 de la revista de ámbito internacional Cognitive Linguistics. finalmente, se debe tener en cuenta en este estudio, las diversos significados que puede tener una palabra, en función al área geográfica en donde se le da el uso.